# 雷克中
雷克中（1966年7月—），安徽太湖人，中华人民共和国外交官，曾任中华人民共和国驻莱索托王国特命全权大使。

## 生平
1989年，进入中华人民共和国外交部工作，先后在外交部西欧司、驻马耳他大使馆、外交部机关党委任职。2002年，任驻比利时大使馆兼驻驻欧共体使团参赞。2004年，任外交部欧洲司参赞。2005年，挂职山西省平遥县副县长。2006年，任外交部欧洲司参赞。2007年，任中央外事办公室政策研究局参赞，后升任副局长。2013年，任中央外办政策研究局巡视员、机关党委副书记。2014年，任中央外办机关党委专职副书记。2016年3月，出任中华人民共和国驻珀斯总领事。2019年8月，出任中华人民共和国驻莱索托大使。2024年6月，自驻莱索托大使离任。

## 家庭
已婚，有一子一女。